# Kvarteret Pan

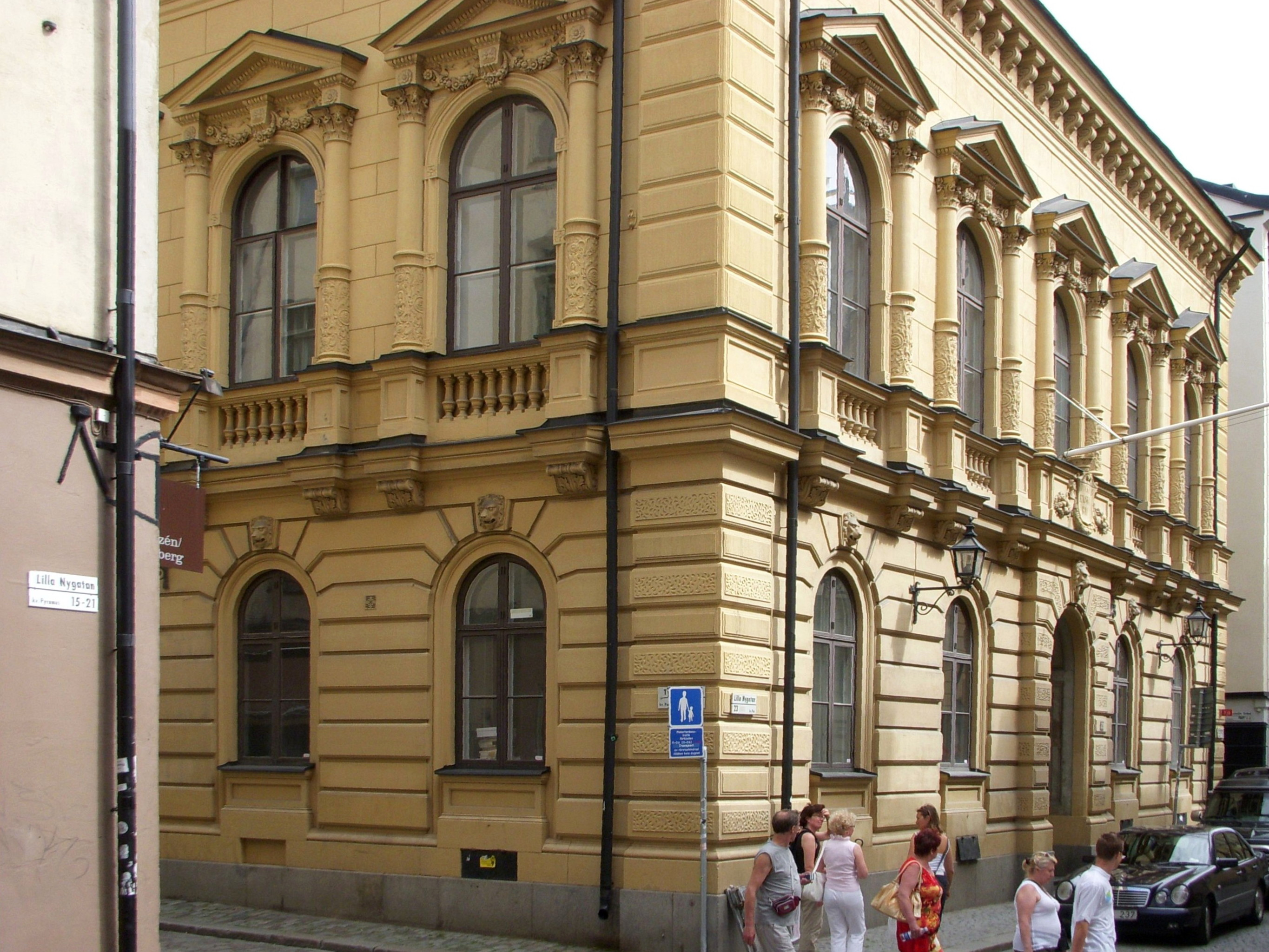
Stockholms Enskilda Banks byggnad.

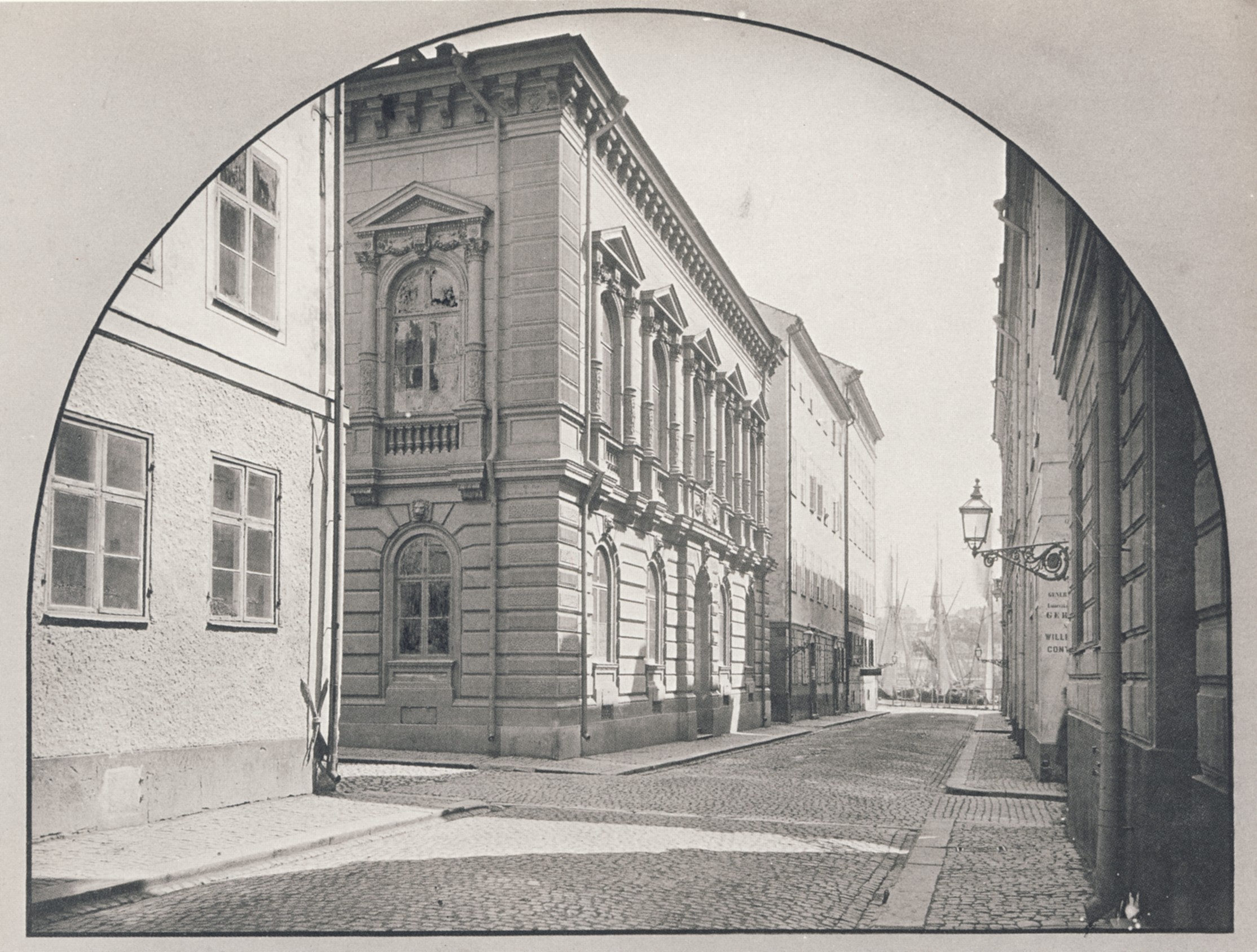
Stockholms Enskilda Banks byggnad,
Fotografi: Johannes Jaeger, 1870.

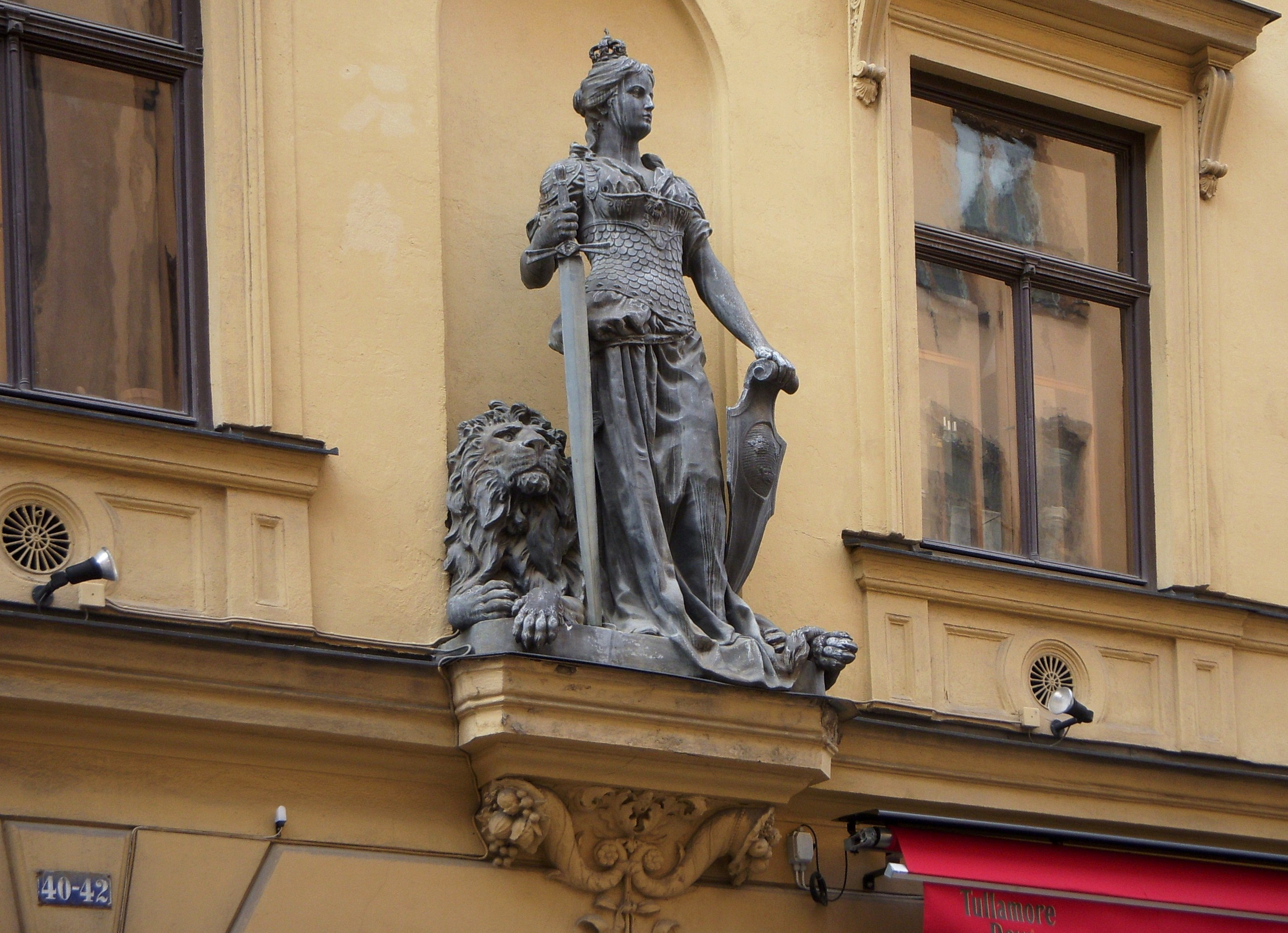
Rolf Adlersparres skulptur “Moder Svea”.

Kvarteret Pan är ett kvarter i Gamla stan i Stockholm med läge mellan Stora Nygatan, Lejonstedts gränd, Lilla Nygatan och Tyska brinken. Området för dagens kvarter Pan anlades efter den Stora branden 1625 och bebyggdes första gången under  1640-talet.

## Namnet
Nästan samtliga kvartersnamn i Gamla stan tillkom under 1600-talets senare del och är uppkallade efter begrepp (främst gudar) ur den grekiska och romerska mytologin. Pan var i grekisk mytologi guden som associerades med skogar, fält, herdar och deras hjordar. Han brukar gestaltas som en man med lurviga ben och bockfötter, spelande på sin flöjt. "Pan" är ett av många kvartersnamn ur grekiska mytologin i Gamla stan.

## Kvarteret
Kvarteret Pan är norra grannkvarteret till Kvarteret Cerberus, båda tillkom efter den Stora branden 1625 som utplånade Stadsholmens sydvästra delar. Här anlades från 1626 Stockholms första paradgata som då kallades Stora Konungs Gatan (nuvarande Stora Nygatan). Kvartersnamnet fastställdes först år 1729 och hade då 2 fastigheter (Södra 94 och Södra 95). Inom kvarteret finns idag (2009) en enda fastighet.
På 1600-talets mitt uppfördes här Leijonsköldska palatset genom friherre Mårten Leijonsköld som var generaldirektör i Kommerskollegiet. Senare ägare till palatset var Jacob Gyllenborg och hans bror Anders Leijonstedt, den senare gav namnet till Lejonstedts gränd. 
Nuvarande byggnad, som upptar hela kvarteret, uppfördes 1860 av byggmästaren Carl Hallström för Stockholms Enskilda Bank efter arkitekt Johan Fredrik Åboms ritningar. Huset var på sin tid Stockholms första privata bankpalats. I samband med en ombyggnad under ledning av Rudolf Enblom på 1890-talet tillkom Rolf Adlersparres skulptur “Moder Svea” på fasaden mot Stora Nygatan.  Efter Stockholms Enskilda Bank hade bland annat Utrikespolitiska Institutet sina lokaler här.